# Fender Telecaster
Fender Telecaster je prva električna kitara na svetu, ki je imela trup iz masivnega lesa - pred njo so bile vse votle. Pojavila se je leta 1951. Njena odlika je izredno čist, kristalno kovinski zvok - zato je ta model od nekdaj zaščitni znak country glasbe, pa tudi rockabilly in rock'n'roll tradicije. Marsikateri blues kitarist je igral nanj. Glasbe boogie banda Status Quo si sploh ne moremo predstavljati brez dveh starih Telecastrov! Je model, ki nikoli ni dosegel tako ogromne prodajanosti, kot Stratocaster - ima pa svoj krog kitaristov, ki vedo, zakaj ga hočejo imeti. V sedemdesetih je bil najboljša studijska kitara na svetu. Nanj je snemal albume zasedbe Led Zeppelin kitarist Jimmy Page, ki je na koncertih sicer igral Gibson Les Paul kitaro.

## Telecaster kitaristi
- Syd Barrett, Pink Floyd
- Keith Richards, The Rolling Stones
- Jimmy Page, Led Zeppelin
- George Harrison, The Beatles
- Jeff Beck, The Yardbirds
- Andy Summers, The Police
- Ry Cooder
- Moody Waters
- Ike Turner
- Francis Rossi
- Rick Parfitt
- Bruce Springsteen
- Don Felder